# Madaí Pérez

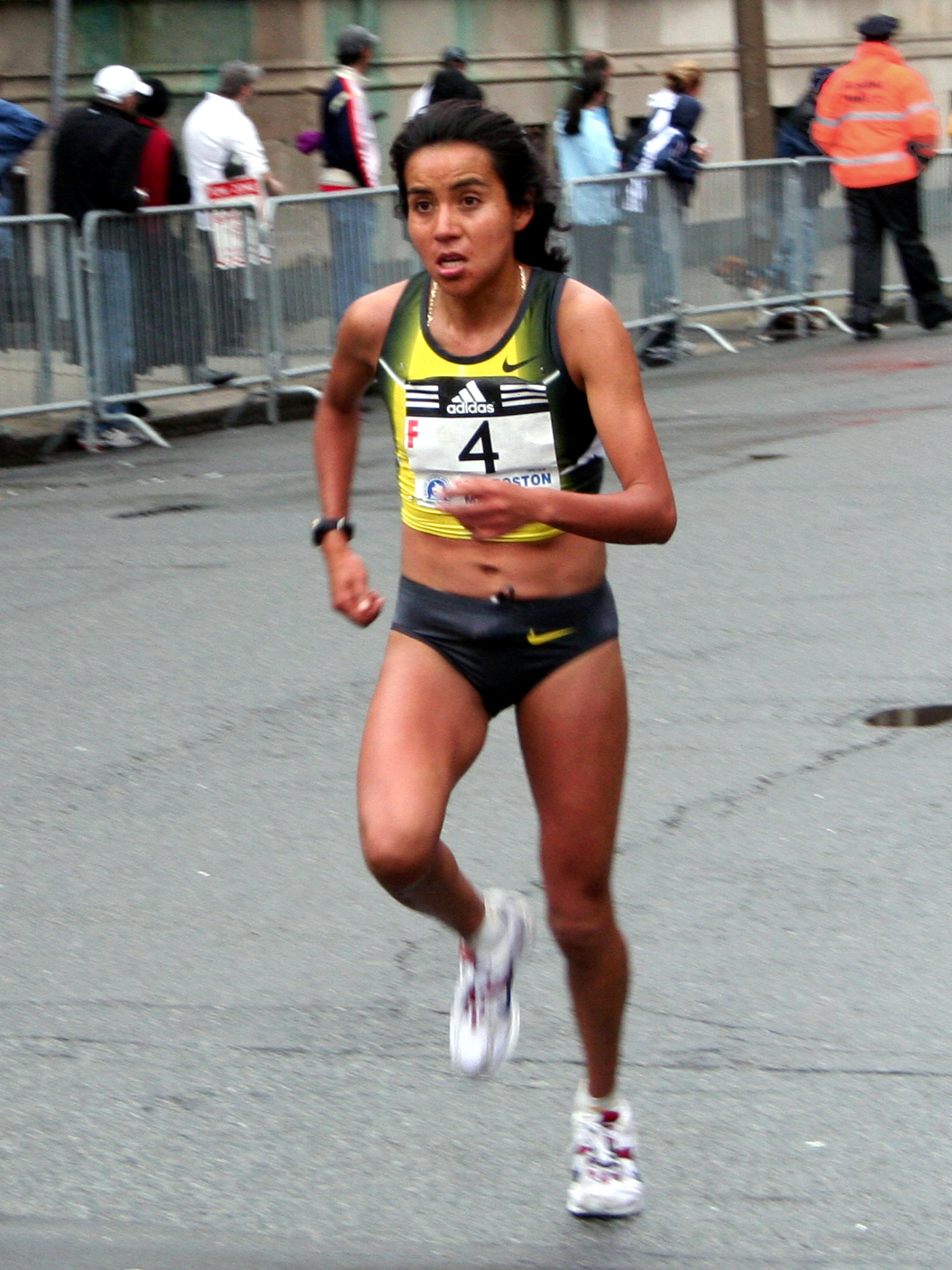
Madaí Pérez 2007 in Boston

Madaí Pérez (Madaí Pérez Carrillo; * 2. Februar 1980) ist eine mexikanische Marathonläuferin.

## Leben
Bei ihrem Debüt über die 42,195-km-Distanz wurde sie 2003 Zwölfte beim Chicago-Marathon. 2004 wurde sie Zweite beim Rotterdam-Marathon in 2:27:08 h, hatte aber das Pech, dass der mexikanische Verband schon die Nominierungen für die Olympischen Spiele in Athen abgeschlossen hatte. Im Herbst lief sie beim New-York-City-Marathon mit einer ersten Hälfte von 1:10:55 h extrem schnell an, baute dann aber ab und wurde Neunte in 2:29:57 h.
2005 wurde sie Elfte beim Marathon der Leichtathletik-Weltmeisterschaften 2005 in Helsinki und Sechste bei den Halbmarathon-Weltmeisterschaften in Edmonton. Im Jahr darauf gewann sie Bronze über 10.000 m bei den Zentralamerika- und Karibikspielen. Beim Chicago-Marathon wurde sie Vierter und stellte dabei mit 2:22:59 h einen mexikanischen Rekord auf.
2007 wurde sie Dritte beim Boston-Marathon, Fünfte beim New-York-City-Halbmarathon und kam beim Marathon der Weltmeisterschaften in Osaka auf den 15. Platz. 2008 wurde sie Achte beim Lissabon-Halbmarathon, Zweite beim New-York-City-Halbmarathon und lief beim Marathon der Olympischen Spiele in Peking auf den 19. Rang ein.
Nach einem Jahr Pause wurde sie Anfang 2010 Dritte beim New-York-City-Halbmarathon. Einem 14. Platz in Boston folgte ein neunter beim New-York-City-Marathon. 2011 gewann sie den Halbmarathonbewerb des Rock ’n’ Roll Arizona Marathon. 2013 nahm sie erneut am Boston Marathon teil und wurde Siebte.
Madaí Pérez stammt aus dem Bundesstaat Tlaxcala.

## Persönliche Bestzeiten
- 10.000 m: 31:30,23 min, 4. Mai 2008, Palo Alto
- Halbmarathon: 1:09:45 h, 21. März 2010, New York City
- Marathon: 2:22:59 h, 22. Oktober 2006, Chicago